# 스나미정
스나미정(일본어: 巣南町)은 일본 기후현 모토스군에 설치되었던 정이다. 2003년 5월 1일에 호즈미정과 합병해 미즈호시가 성립해 스나미정은 폐지되었다. 

## 역사
고대부터 닛타 등 미노 국내에서 토지 개발이 진행되던 지역이었다.일본서기 등 옛 문헌에 이 지역의 일들이 다수 기록되어 있었다
에도시대에는 나카야마도의 미에지 숙소가 있었다.
- 1954년 9월 20일 - 가와사키촌, 사기타촌, 후나키촌이 합병해 스나미촌이 성립하였다.
- 1964년 4월 1일 - 정으로 승격해 스나미정이 되었다.
- 2003년 4월 1일 - 호즈미정과 합병해 미즈호시가 성립하였다. 동일 스나미정은 폐지되었다.

## 행정

### 정장
- 후쿠노 슈에이 : 2001년 8월 25일 ~ 2003년 5월 1일
- 호리 타카마사 : 1989년 ~ 2001년
- 오카다 마모루 : 1973년~1989년

- 林保：〜 1973년

## 경제
- 벼농사 외에 과수가 생산되고 있었다.부유시의 원산지이며, 특히 감 재배가 활발하였다.스나미시라는 명품 품종도 생겨났다.
- 오가키 시에 인접함에 따라 주택지도 산재했다.

## 교통

### 철도
- 다루미 철도 다루미 선

### 도로
- 국도 제21호선 기다이 나들목

## 참고 문헌
- 角川日本地名大辞典編纂委員会,『角川日本地名大辞典 21 岐阜県』1980, 角川書店